# Ligue mondiale de hockey sur gazon masculin 2016-2017
Navigation
Ligue mondiale 2014-2015 Ligue professionnelle 2019
La Ligue mondiale de hockey sur gazon masculin 2016-2017 est la troisième édition de la Ligue mondiale de hockey sur gazon masculin. Cette compétition débute le 9 avril 2016 à Singapour pour se terminer le 10 décembre 2017 à Bhubaneswar en Inde,.
Cette manche sert aussi à se qualifier pour la coupe du monde 2018 aux 10/11 équipes les mieux classées à l'exception du pays hôte et les cinq champions continentaux sont également qualifiés.
L'Australie gagne le tournoi pour la deuxième fois record en gagnant 2 - 1 contre l'Argentine. L'Inde gagne le match pour la troisième place par une victoire 2 - 1 contre l'Allemagne.
Elle est remplacée en 2019 par la Ligue professionnelle de hockey sur gazon.
Chaque association nationale membre de la FIH a eu l'occasion de participer au tournoi, et après avoir cherché des inscriptions pour participer, plusieurs équipes ont été annoncées pour participer.
Les 10 équipes classées entre la 1re et la 11e place au Classement mondial du 23 mars 2015 ainsi que les deux pays hôtes, l'Angleterre et l'exempté de deuxième tour, l'Afrique du Sud sont qualifiés automatiquement pour les demi-finales tandis que les 7 équipes classées entre la 12e et la 20e place ainsi que les trois pays hôtes, l'Irlande et les deux exemptés du premier tour, le Bangladesh et le Trinité-et-Tobago sont qualifiés automatiquement pour le deuxième tour.
Ces 22 équipes étant montrées avec le classement qualificatif, était le suivant.

## Équipes qualifiées
| Équipes           | Rang FIH | Qualification au tour respectif |
| ----------------- | -------- | ------------------------------- |
| Australie         | 1        | Demi-finales                    |
| Pays-Bas          | 2        | Demi-finales                    |
| Allemagne         | 3        | Demi-finales                    |
| Angleterre        | 4        | Demi-finales                    |
| Belgique          | 5        | Demi-finales                    |
| Argentine         | 6        | Demi-finales                    |
| Inde              | 7        | Demi-finales                    |
| Nouvelle-Zélande  | 8        | Demi-finales                    |
| Corée du Sud      | 9        | Demi-finales                    |
| Pakistan          | 10       | Demi-finales                    |
| Espagne           | 11       | Demi-finales                    |
| Afrique du Sud    | 15       | Demi-finales                    |
| Irlande           | 12       | Deuxième tour                   |
| Malaisie          | 13       | Deuxième tour                   |
| Canada            | 14       | Deuxième tour                   |
| Japon             | 16       | Deuxième tour                   |
| France            | 17       | Deuxième tour                   |
| Pologne           | 18       | Deuxième tour                   |
| Russie            | 20       | Deuxième tour                   |
| Égypte            | 21       | Deuxième tour                   |
| Bangladesh        | 29       | Deuxième tour                   |
| Trinité-et-Tobago | 33       | Deuxième tour                   |

## Calendrier

### 1ertour
| Date                           | Ville hôte | Classement                                                                                                   | Quotas pour le 2e tour | Qualifiés au 2e tour          |
| ------------------------------ | ---------- | --- | ---------------------- | ----------------------------- |
| 9 au 17 avril 2016             | Singapour  | 1. Chine 2. Sri Lanka 3. Thaïlande 4. Singapour 5. Hong Kong 6. Kazakhstan 7. Birmanie 8. Brunei 9. Viêt Nam | 2                      | Chine Sri Lanka               |
| 28 juin au 2 juillet 2016      | Suva       | 1. Fidji 2. Vanuatu 3. Papouasie-Nouvelle-Guinée 4. Salomon 5. Tonga                                         | 1                      | Fidji                         |
| 30 août au 4 septembre 2016    | Prague     | 1. Ukraine 2. Italie 3. Biélorussie 4. Tchéquie 5. Chypre 6. Lituanie                                        | 2                      | Ukraine Italie                |
| 6 au 11 septembre 2016         | Glasgow    | 1. Pays de Galles 2. Écosse 3. Suisse 4. Portugal 5. Slovaquie                                               | 3                      | Pays de Galles Écosse Suisse* |
| 9 au 11 septembre 2016         | Antalya    | 1. Autriche 2. Oman 3. Turquie 4. Qatar                                                                      | 2                      | Autriche Oman*                |
| 9 au 11 septembre 2016         | Accra      | 1. Ghana 2. Kenya 3. Nigeria 4. Namibie                                                                      | 1                      | Ghana                         |
| 27 septembre au 2 octobre 2016 | Salamanca  | 1. États-Unis 2. Barbade 3. Mexique 4. Guatemala                                                             | 2                      | États-Unis Barbade*           |
| 1er au 9 octobre 2016          | Chiclayo   | 1. Chili 2. Venezuela 3. Uruguay 4. Paraguay 5. Pérou 6. Équateur                                            | 1                      | Chili                         |

* Qualifiés par la FIH.

### 2etour
| Date                    | Ville hôte | Classement                                                                                    | Quotas pour les 1/2 finales | Qualifiés en 1/2 finales |
| ----------------------- | ---------- | --------------------------------------------------------------------------------------------- | --------------------------- | ------------------------ |
| 4 au 12 mars 2017       | Dacca      | 1. Malaisie 2. Chine 3. Égypte 4. Oman 5. Bangladesh 6. Ghana 7. Sri Lanka 8. Fidji           | 3                           | Malaisie Chine Égypte*   |
| 11 au 19 mars 2017      | Belfast    | 1. Irlande 2. France 3. Écosse 4. Pays de Galles 5. Autriche 6. Pologne 7. Italie 8. Ukraine  | 3                           | Irlande France Écosse*   |
| 25 mars au 2 avril 2017 | Tacarigua  | 1. Japon 2. Canada 3. États-Unis 4. Russie 5. Trinité-et-Tobago 6. Suisse 7. Chili 8. Barbade | 2                           | Japon Canada             |

* Troisièmes les mieux classés au classement mondial.

### 1/2 finales
| Date               | Ville hôte   | Classement | Quotas pour la finale | Qualifiés en finale                  |
| ------------------ | ------------ | --- | --------------------- | ------------------------------------ |
| 15 au 25 juin 2017 | Londres      | 1. Pays-Bas 2. Argentine 3. Angleterre 4. Malaisie 5. Canada 6. Inde 7. Pakistan 8. Chine 9. Corée du Sud 10. Écosse            | 3                     | Pays-Bas Argentine Angleterre        |
| 9 au 23 juillet    | Johannesburg | 1. Belgique 2. Allemagne 3. Australie 4. Espagne 5. Irlande 6. Nouvelle-Zélande 7. France 8. Égypte 9. Afrique du Sud 10. Japon | 4                     | Belgique Allemagne Australie Espagne |

### Finale
| Date                   | Emplacement | Equipes qualifiées | Equipes qualifiées                                                 |
| Date                   | Emplacement | Pays hôte          | Des demi-finales                                                   |
| ---------------------- | ----------- | ------------------ | ------------------------------------------------------------------ |
| 1er - 10 décembre 2017 | Bhubaneswar | Inde               | Pays-Bas Belgique Argentine Allemagne Australie Angleterre Espagne |

## Classement final
La FIH a publié un classement final pour déterminer le classement mondial. Le classement final était le suivant :
| Rang                      | Équipe            | Groupe 1      | Groupe 2      | Pts | J  | V  | N | SO | P | BP | BC | Diff | Carton Vert | Carton Jaune | Carton Rouge |
| ------------------------- | ----------------- | ------------- | ------------- | --- | -- | -- | - | -- | - | -- | -- | ---- | ----------- | ------------ | ------------ |
| Médaille d'or             | Australie         | Johannesbourg | Bhubaneswar   | 30  | 13 | 9  | 3 | 3  | 1 | 41 | 15 | +26  |             |              |              |
| Médaille d'argent         | Argentine         | Londres       | Bhubaneswar   | 23  | 13 | 7  | 2 | 2  | 3 | 37 | 26 | +11  |             |              |              |
| Médaille de bronze        | Inde              | Londres       | Bhubaneswar   | 17  | 13 | 5  | 2 | 2  | 6 | 33 | 23 | +10  |             |              |              |
| 4                         | Allemagne         | Johannesbourg | Bhubaneswar   | 24  | 13 | 7  | 3 | 3  | 3 | 30 | 23 | +7   |             |              |              |
| 5                         | Belgique          | Johannesbourg | Bhubaneswar   | 31  | 12 | 10 | 1 | 1  | 1 | 52 | 13 | +39  |             |              |              |
| 6                         | Espagne           | Johannesbourg | Bhubaneswar   | 19  | 12 | 6  | 1 | 1  | 5 | 18 | 29 | -11  |             |              |              |
| 7                         | Pays-Bas          | Londres       | Bhubaneswar   | 26  | 12 | 8  | 2 | 2  | 2 | 37 | 15 | +22  |             |              |              |
| 8                         | Angleterre        | Londres       | Bhubaneswar   | 20  | 12 | 6  | 2 | 2  | 4 | 34 | 23 | +11  |             |              |              |
| Éliminés en demi-finales  |                   |               |               |     |    |    |   |    |   |    |    |      |             |              |              |
| 9                         | Malaisie          | Dacca         | Londres       | 26  | 13 | 8  | 1 | 1  | 4 | 48 | 27 | +21  |             |              |              |
| 10                        | Canada            | Tacarigua     | Londres       | 25  | 13 | 8  | 1 | 0  | 4 | 46 | 23 | +23  |             |              |              |
| 11                        | Irlande           | Belfast       | Johannesbourg | 26  | 13 | 7  | 3 | 2  | 3 | 29 | 18 | +11  |             |              |              |
| 12                        | Nouvelle-Zélande  | Johannesbourg | Johannesbourg | 7   | 7  | 2  | 1 | 1  | 4 | 12 | 13 | -1   |             |              |              |
| 13                        | France            | Belfast       | Johannesbourg | 24  | 13 | 7  | 3 | 0  | 3 | 35 | 19 | +16  |             |              |              |
| 14                        | Pakistan          | Londres       | Londres       | 6   | 7  | 2  | 0 | 0  | 5 | 9  | 28 | -19  |             |              |              |
| 15                        | Égypte            | Dacca         | Johannesbourg | 16  | 13 | 4  | 2 | 2  | 7 | 22 | 39 | -17  |             |              |              |
| 16                        | Chine             | Dacca         | Londres       | 17  | 13 | 5  | 2 | 0  | 6 | 48 | 45 | +3   |             |              |              |
| 17                        | Corée du Sud      | Londres       | Londres       | 3   | 5  | 1  | 0 | 0  | 4 | 11 | 18 | -7   |             |              |              |
| 18                        | Afrique du Sud    | Johannesbourg | Johannesbourg | 3   | 5  | 1  | 0 | 0  | 4 | 9  | 19 | -10  |             |              |              |
| 19                        | Écosse            | Belfast       | Londres       | 10  | 11 | 2  | 3 | 1  | 6 | 20 | 30 | -10  |             |              |              |
| 20                        | Japon             | Tacarigua     | Johannesbourg | 18  | 11 | 6  | 0 | 0  | 5 | 27 | 23 | +4   |             |              |              |
| Éliminés au deuxième tour |                   |               |               |     |    |    |   |    |   |    |    |      |             |              |              |
| 21                        | États-Unis        | Tacarigua     | Tacarigua     | 9   | 6  | 1  | 3 | 3  | 2 | 15 | 13 | +2   | 11          | 3            | 0            |
| 22                        | Russie            | Tacarigua     | Tacarigua     | 10  | 6  | 3  | 1 | 0  | 2 | 15 | 13 | +2   | 9           | 6            | 0            |
| 23                        | Oman              | Dacca         | Dacca         | 9   | 6  | 3  | 0 | 0  | 3 | 17 | 21 | -4   | 9           | 2            | 0            |
| 24                        | Pays de Galles    | Belfast       | Belfast       | 8   | 6  | 2  | 1 | 1  | 3 | 9  | 11 | -2   | 12          | 1            | 0            |
| 25                        | Autriche          | Belfast       | Belfast       | 13  | 6  | 3  | 3 | 1  | 0 | 19 | 11 | +8   | 8           | 3            | 1            |
| 26                        | Trinité-et-Tobago | Tacarigua     | Tacarigua     | 10  | 6  | 3  | 1 | 0  | 2 | 17 | 16 | +1   | 7           | 6            | 0            |
| 27                        | Bangladesh        | Dacca         | Dacca         | 8   | 6  | 2  | 1 | 1  | 3 | 20 | 15 | +5   | 7           | 3            | 0            |
| 28                        | Ghana             | Dacca         | Dacca         | 8   | 6  | 2  | 2 | 0  | 2 | 26 | 21 | +5   | 6           | 6            | 0            |
| 29                        | Pologne           | Belfast       | Belfast       | 3   | 6  | 1  | 0 | 0  | 5 | 7  | 16 | -9   | 9           | 1            | 0            |
| 30                        | Suisse            | Tacarigua     | Tacarigua     | 3   | 6  | 1  | 0 | 0  | 5 | 11 | 21 | -10  | 15          | 6            | 0            |
| 31                        | Italie            | Belfast       | Belfast       | 7   | 6  | 2  | 1 | 0  | 3 | 12 | 11 | +1   | 8           | 1            | 0            |
| 32                        | Chili             | Tacarigua     | Tacarigua     | 6   | 6  | 1  | 2 | 1  | 3 | 9  | 16 | -7   | 7           | 3            | 0            |
| 33                        | Sri Lanka         | Dacca         | Dacca         | 3   | 6  | 1  | 0 | 0  | 5 | 14 | 33 | -19  | 2           | 2            | 1            |
| 34                        | Barbade           | Tacarigua     | Tacarigua     | 1   | 6  | 0  | 1 | 0  | 5 | 3  | 27 | -24  | 11          | 3            | 0            |
| 35                        | Ukraine           | Belfast       | Belfast       | 0   | 6  | 0  | 0 | 0  | 6 | 11 | 40 | -29  | 7           | 3            | 0            |
| 36                        | Fidji             | Dacca         | Dacca         | 0   | 6  | 0  | 0 | 0  | 6 | 7  | 56 | -49  | 3           | 3            | 0            |

 Champion
 Vice-champion
 Troisième
 Finalistes
 Demi-finalistes
 Équipes éliminées au deuxième tour